# (31126) 1997 SG2
(31126) 1997 SG2 là một tiểu hành tinh vành đai chính. Nó được phát hiện bởi Atsushi Sugie ở Dynic Astronomical Observatory Nhật Bản, ngày 19 tháng 9 năm 1997.